# Microphthalmus bermudensis
Microphthalmus bermudensis är en ringmaskart som beskrevs av Westheide 1973. Microphthalmus bermudensis ingår i släktet Microphthalmus och familjen Hesionidae. Inga underarter finns listade i Catalogue of Life.